# Spilomicrus crassiclavis
Spilomicrus crassiclavis är en stekelart som beskrevs av Jean-Jacques Kieffer 1911. Spilomicrus crassiclavis ingår i släktet Spilomicrus, och familjen hyllhornsteklar. Arten är reproducerande i Sverige.